# Colin Harper
Colin Harper (Ipswich, 1946. július 25. – 2018. március 29.) angol labdarúgó, hátvéd, edző.

## Pályafutása
1964-ben az Ipswich Town korosztályos csapatában kezdte a labdarúgást és 1966-ban mutatkozott be az első csapatban. 1976-ban a Grimsby Town, 1977-ben a Cambridge United együttesében szerepelt kölcsönben. 1977–78-ban a Port Vale játékosa volt és 1977-ben ideiglenesen a csapat vezetőedzőjeként is dolgozott. Utolsó három klubjában játékos-edzőként tevékenykedett; 1978-ban a Wateford, 1978 és 1980 között a Sudbury Town, 1980–81-ben a Chelmsford City együttesében. Az aktív labdarúgást 1981-ben fejezte be.

## Sikerei, díjai
Ipswich Town
- Angol bajnokság – másodosztály (Second Division)
  - bajnok: 1967–68

 Cambridge United
- Angol bajnokság – negyedosztály (Fourth Division)
  - bajnok: 1976–77